# 天鸟的喧嚣
《天鸟的喧嚣》（英語：Din of Celestial Birds）是一部2006年美國奇幻實驗短片，由E·伊莱亚斯·马里奇編劇和導演。本片是同一位導演的經典邪典電影《受生》的續集，時長14分鐘，場景摄影呈現手法與第一部類似。曾在第一部中出演過的演員斯蒂芬·查尔斯·巴里再次加盟這部電影。
《受生》上映多年後，導演马里奇表達了他希望這部電影成為三部曲中的第一部的願望。在發表此聲明時，導演正面臨融資問題，他不知道是否还會推出類似的電影。經過多年的猜測，《天鸟的喧嚣》終於发行了，該片於2006年在特纳经典电影频道上映。原计划三部曲的第三部“Polia & Blastema”于2021年上映。

## 剧情
本片故事是對生物進化的寓言式描绘。

## 演员
- 斯蒂芬·查尔斯·巴里 饰 光之子